# Tetracaine
Tetracaine, còn được gọi là amethocaine, là một thuốc gây tê cục bộ được sử dụng để làm tê tại vùng mắt, mũi hoặc cổ họng. Chúng cũng có thể được sử dụng trước khi bắt đầu tiêm tĩnh mạch để giảm thiểu đau đớn mang lại. Thông thường, thuốc được sử dụng bằng cách bôi (dạng lỏng) lên khu vực cần tác dụng. Các hiệu ứng thường sẽ xuất hiện sau khi sử dụng là 30 giây ở vùng mắt và kéo dài trong ít hơn 15 phút.
Tác dụng phụ thường gặp có thể có như sẽ rát một thời gian ngắn tại khu vực sử dụng. Phản ứng dị ứng có thể xảy ra nhưng không thường xuyên. Sử dụng lâu dài thường không được khuyến cáo vì nó có thể làm chậm sự hồi phục của mắt. [1] Mức độ an toàn nếu sử dụng thuốc trong thời kỳ mang thai vẫn là chưa rõ ràng. Tetracaine thuộc nhóm thuốc gây tê tại chỗ loại ester. Chúng hoạt động bằng cách ngăn chặn việc gửi xung thần kinh nhờ chặn kênh calci.
Tetracaine được cấp bằng sáng chế vào năm 1930 và được sử dụng vào năm 1941. Nó nằm trong danh sách các thuốc thiết yếu của Tổ chức Y tế Thế giới, tức là nhóm các loại thuốc hiệu quả và an toàn nhất cần thiết trong một hệ thống y tế. Chi phí bán buôn ở các nước đang phát triển là khoảng 1,34-1,63 USD cho một chai 10 ml. Tại Vương quốc Anh, dạng thuốc nhỏ mắt có giá tại NHS là khoảng 0,49 pound mỗi liều.